# Валя Карнавал
Ва́ля Карнава́л (также известна как Karna.val; настоящее имя — Валенти́на Васи́льевна Карнау́хова; род. 11 ноября 2001, Ростов-на-Дону) — российский видеоблогер, тиктокер, певица, актриса телевидения и дубляжа.
В октябре 2020 года российский журнал Forbes поместил Валю на 5-е место своего первого в истории списка самых высокооплачиваемых тиктокеров. По итогам этого года она заняла 6-е место в списке «топ-артистов» русскоязычного сегмента TikTok’a — музыкантов, чьи песни чаще всего использовали пользователи в своих видео. Кроме того, её песня «Психушка» оказалась на 9-м месте в списке «хитов TikTok‘а» — самых используемых в 2020 году треков.

## Биография и карьера
Родилась 11 ноября 2001 года в Ростове-на-Дону.
Занималась лёгкой атлетикой, но ушла из спорта по состоянию здоровья. Кроме того, занималась танцами.
До 15 лет жила в селе Новобатайск (Кагальницкий район, Ростовская область). Дом отапливался простой печкой. Как рассказывала сама Валя, в школе одноклассники травили её, смеясь над бедностью семьи.
Окончив 9 класс школы № 9 Новобатайска, поступила в Ростовский колледж рекламы, сервиса и туризма. Из-за пропусков занятий учёбу пришлось в итоге бросить (по данным российской редакции журнала Forbes, Валя поступала и в ещё один местный колледж, но также бросила).
В 17 лет (в 2018 году) зарегистрировалась на Musical.ly (теперь TikTok), где специализировалась на юмористических роликах, в первый же год набрав 350 тысяч подписчиков. В начале 2024 года приобрела дом у баскетболиста Виталия Фридзона, расположенный в Новой Москве в коттеджном посёлке «Изумрудная долина», и продолжает проживать там. Часто снимала совместные видео с Юлей Гаврилиной. Летом 2024 года между девушками произошёл конфликт. Гаврилина заявила, что Валя недостойно себя вела по отношению к ней.
С 2020 года состоит в тиктокерском объединении (доме тиктокеров) Hype House.
Летом 2020 года начала музыкальную карьеру, представив публике свой дебютный сингл «Психушка». Премьера клипа на песню состоялась в сентябре того же года.
Кроме того, впервые попробовала себя на актёрском поприще, сыграв девочку-подростка в телесериале «Отпуск» на телеканале «ТНТ». Пилотная серия снималась ещё в мае 2019 года, а съёмки самого сериала начались в конце июня 2020 года. Сериал прошёл в феврале-марте 2021 года.
В ноябре у Вали вышла автобиографическая книга, озаглавленная «Здарова, бандиты».
17 января 2022 года вместе с Михаилом Галустяном и Артуром Бабичем стала ведущей экстремального шоу «Не дрогни!», на телеканале «СТС».
В феврале 2022 года стала участницей второго сезона шоу «Звёзды в Африке» на «ТНТ», где стала финалисткой проекта.
С 11 сезона — соведущая телевизионного шоу «Голос. Дети», на «Первом канале».
В августе 2024 году стала вести шоу «Семейные игры» с Василием Артемьевым и Александром Пушным на телеканале «СТС».

## Тематика каналов
Для Tiktok Валя снимает юмористические сценки, танцы и занятия спортом; в прошлом также снимала игровые трансляции для YouTube. Как пишет Forbes, «образ Карнауховой в сети резонирует с миловидной внешностью. Она называет своих зрителей „бандитами“ и приветствует словом „здорова“. В своих роликах Валя часто появляется с плюшевым медведем Потапом».

## Личная жизнь
Свою личную жизнь Валя не афиширует, но по данным СМИ она встречалась и потом рассталась с Егором Шипом. В августе 2020 года она и сама подтвердила эту информацию в интервью для популярного ютуб-канала.
В феврале 2022 года на Мальдивах спортсмен и блогер Саша Стоун сделал Карнауховой предложение руки и сердца, на что Валя ответила согласием. Они познакомились на проекте «Звёзды в Африке» и долгое время ухаживали друг за другом. Саша покинул проект раньше, чем тиктокерша, но заверил, что будет ждать её в Москве с букетом цветов. С мая 2022 года пара готовилась к свадьбе. Карнавал заявила, что ей очень волнительно от происходящего, она не до конца смогла осознать, что вся эта «свадебная беготня происходит с ней». Однако летом 2023 года стало известно о расставании пары.

## Дискография

### Синглы
| Год  | Название                                    | Чарты                           | Чарты                   | Чарты                       | Чарты  | Чарты         | Чарты                | Чарты                    | Примечания                        |
| Год  | Название                                    | Россия                          | Россия                  | Россия                      | Россия | Россия        | Россия               | Россия                   | Примечания                        |
| Год  | Название                                    | TopHit Top Radio & YouTube Hits | TopHit Top YouTube Hits | TikTok Топ-10 русских песен | VK     | Shazam Топ-20 | Zvooq. online Топ-20 | YouTube 20 тренд. клипов | Примечания                        |
| ---- | ------------------------------------------- | ------------------------------- | ----------------------- | --------------------------- | ------ | ------------- | -------------------- | ------------------------ | --------------------------------- |
| 2020 | «Психушка»                                  | 75                              | 12                      | N/A                         | 11     | 17            | 16                   | 6                        | цифровой сингл, вып. 17 июн. 2020 |
| 2020 | «Опять домой»                               | 152                             | 31                      | N/A                         |        |               | 18                   | 7                        | цифровой сингл, вып. 14 июл. 2020 |
| 2020 | «Истерика»                                  | —                               | 26                      | N/A                         | 4      |               |                      |                          | цифровой сингл, вып. 7 окт. 2020  |
| 2020 | «Не сплю ночами»                            | —                               | —                       |                             |        |               |                      |                          | цифровой сингл, вып. 16 дек. 2020 |
| 2021 | «Ромашки»                                   |                                 |                         |                             |        |               |                      |                          | цифровой сингл, вып. 10 июн. 2021 |
| 2021 | «Глупенькая девочка»                        |                                 |                         |                             |        |               |                      |                          | цифровой сингл, вып. 17 авг. 2021 |
| 2021 | «Тихий Гимн» (Dj Smash & Karna.val)         |                                 |                         |                             |        |               |                      |                          | цифровой сингл, вып. 17 сен. 2021 |
| 2021 | «Плохая девочка»                            |                                 |                         |                             |        |               |                      |                          | цифровой сингл, вып. 17 дек. 2021 |
| 2022 | «Ой, Мама»                                  |                                 |                         |                             |        |               |                      |                          | цифровой сингл, вып. 30 июн. 2022 |
| 2022 | «Ромашки 2» (Karna.val & ROM)               |                                 |                         |                             |        |               |                      |                          | цифровой сингл, вып. 13 дек. 2022 |
| 2023 | «Частушка»                                  |                                 |                         |                             |        |               |                      |                          | макси-синглы                      |
| 2023 | «i8»                                        |                                 |                         |                             |        |               |                      |                          | макси-синглы                      |
| 2023 | «Закончим»                                  |                                 |                         |                             |        |               |                      |                          | макси-синглы                      |
| 2023 | «Снегурочка» (Karna.val & Дискотека Авария) | —                               | —                       | —                           | —      | —             | —                    | —                        | цифровой сингл, вып. 11 дек. 2023 |
| 2024 | «Вдох-выдох» (Karna.val & SOLDATOV)         |                                 |                         |                             |        |               |                      |                          | цифровой сингл, вып. 28 июн. 2024 |
| 2024 | «Тру Крайм»                                 |                                 |                         |                             |        |               |                      |                          | цифровой сингл, вып. 23 авг. 2024 |
| 2024 | «Холодное сердце» (Джиган & Karna.val)      |                                 |                         |                             |        |               |                      |                          | цифровой сингл, вып. 13 дек. 2024 |
| 2025 | «Кофеин»                                    |                                 |                         |                             |        |               |                      |                          | цифровой сингл, вып. 11 апр. 2025 |

## Фильмография
| Год          |    | Название  | Роль                |
| ------------ | -- | --------- | ------------------- |
| 2021—2022    | с  | Отпуск    | Люся                |
| 2021         | мф | Рок Дог 2 | Лил' Фокси (дубляж) |
| 2024 — н. в. | с  | Экстрим   | Оля                 |

## Рейтинги
- Самые высокооплачиваемые тиктокеры по версии Forbes — 5 место[4]
- Самые популярные тиктокеры России — 8 место[55]
- Топ-5 поющих звёзд «Тиктока» — 4 место[56]

## Награды и номинации
| Год  | Премия                                           | Номинация            | Результат | Прим.         |
| ---- | ------------------------------------------------ | -------------------- | --------- | ------------- |
| 2020 | Итоги года 2020 по версии телеканала «ТНТ Music» | Лучший тиктокер года | Номинация | [ 57 ] [ 58 ] |
| 2021 | «Девичник Teens Awards 2021»                     | Девочка года         | Победа    | [ 59 ]        |
| 2021 | Influencers Awards                               | #ЗВЕЗДАONLINE        | Номинация | [ 60 ]        |